# Amur černý
Amur černý (Mylopharyngodon piceus; Richardson, 1846) je v Evropě nepůvodní druh sladkovodní ryby z čeledi kaprovití.

## Velikost
Ryba dosahuje většinou délky přes 90 cm a hmotnosti 8 – 12 kg. Mohou však dosáhnout délky až 150 cm a hmotnosti až 70 kg.

## Ekologie
V Číně dospívá v 10-14 letech, ale v subtropech o 3-5 let dříve, tedy ve věku 7-9 let. Může se dožít až 15 let. Je to teplomilný druh a má pelagické jikry. Rozmnožuje se každoročně. Mláďata je těžké odlišit od mláděte amura bílého. Mláďata se živí zooplanktonem. Když dospívá začíná se živit hlavně měkkýši (= malakofágní druh): Lanistes spp., Bellamya spp., Bulinus spp., Lymnaea spp., Melanopsis spp., Melania spp., Corbicula spp., slávička mnohotvárná Dreissena polymorpha. Čtyřletý jedinec sežere asi 3-4 libry mlžů denně. V 70. letech 20. století byl zavlečen rybáři do USA, v 80. letech introdukován, aby požíral Clinostomum margaritum (anglicky: yellow grub). V roce 2000 začaly v USA snahy o jeho kompletní likvidaci, protože se rozšířil do volné přírody a likviduje místní druhy měkkýšů.[zdroj?]

## Rozšíření
V České republice nepůvodní druh. Je původní v Asii v povodí řeky Amur, v Číně, v části východního Ruska a pravděpodobně také v severním Vietnamu. Obývá jezera a dolní toky větších rychleji proudících řek. V Čechách zatím pokusné chovy, na Moravě je v menší míře chován na Pohořelicku. Delší dobu je chován např. v Rakousku a Maďarsku.

## Význam
U.S. Fish and Wildlife Service usiluje o zapsání na list škodlivých druhů (Injurious Wildlife Provision of the Lacey Act), aby bylo zabráněno jeho importu do USA. Rybáři ospravedlňují jeho vypuštění do rybníků – kromě vyšších výnosů – tím, že požíráním měkkýšů likviduje také některé lidské parazity nebo parazity ryb, např. motolice oční Diplostomum spathaceum s.lat. Přestože se v Česku nebude moci samostatně rozmnožovat, může tato vysazená ryba velmi silně narušit vodní ekosystémy. I když rybníky jsou umělé ekosystémy, tak stále plní mnohé funkce užitečné pro ochranu přírody. Tyto funkce by pravděpodobně byly vysazením amura černého silně negativně ovlivněny. Negativně by ovlivnil také ryby, želvy a ptáky potravně závislé na měkkýších. Introdukce takového druhu by měla být přísně regulována, aby se zabránilo ekologické kontaminaci životního prostředí.